# Richard Lower (medic)
Richard Lower (n. 1631 - d. 17 ianuarie 1691) a fost medic, anatomist și fiziolog englez, care a jucat un rol important în evoluția medicinei, în special în domeniile fiziologiei și patologiei cardio-circulatorie.